# Willem Boshoff
Willem Boshoff (Johannesburg, 1951) is een Zuid-Afrikaans kunstenaar en hoogleraar die vooral bekend is om zijn conceptuele installatiekunstwerken.
Hij exposeert zowel in eigen land als internationaal, waaronder exposities in het Museum van Hedendaagse Kunst in Antwerpen, het Museum Boijmans Van Beuningen in Rotterdam en tijdens Sonsbeek Internationaal in Arnhem.

## Biografie
Boshoff werd geboren in Johannesburg en groeide vijfenzeventig kilometer verder op in Vanderbijlpark. Hij studeerde voor onderwijzer aan Johannesburg College of Art en studeerde af in schone kunsten met als specialiteit druktechnieken. In 1984 behaalde hij zijn mastergraad in beeldhouwkunst aan de technische universiteit Technikon Witwatersrand in Johannesburg.
Boshoff vervolgde zijn academische carrière aan dezelfde universiteit en werd uiteindelijk hoofd van de faculteit van schone kunsten. Door de opvolger van de universiteit, de Universiteit van Johannesburg, werd hij beloond met een eredoctoraat. Hij was gastdocent aan onder meer de Universiteit van Stellenbosch, de Universiteit van Kaapstad, de Universiteit van Pretoria en de Rhodes-universiteit.
Zijn installaties zijn vaak gebaseerd op het onderzoek van taal. Als materiaal gebruikt hij veelal steen, papier en zand.
Hij won de Golden Loerie in samenwerking met Ogilvie International voor zijn werk Abamfusa Lawula uit 1997.

## Exposities (selectie)
- 1980: KYKAFRIKAANS
- 1982 e.v.: Garden of Words
- 1995: Blind Alphabet Project
- 2001: Writing in the Sand